# Kosel (Macedônia do Norte)
Kosel é uma aldeia localizada no município de Ohrid, na República da Macedônia do Norte.